# Dennis Hildeby
Dennis Hildeby, född 19 augusti 2001 i Järfälla, är en svensk professionell ishockeymålvakt som spelar för Toronto Marlies i AHL.
Han draftades av Toronto Maple Leafs i fjärde rundan, som 122:e spelare totalt i NHL-draften 2022. Han var med och vann SM-Guld med Färjestad BK säsongen 2021/22.

## Klubbar
- Timrå IK J20, Superelit (2017/2018 - 2019/2020)
- Linden Hockey, Hockeyettan (2020/2021) (lån)
- Färjestad BK, SHL (2021/2022 - 2022/2023 )
- Toronto Marlies, AHL (2022/2023 - )